# Авиаудар по школе Аль-Бурак
9 ноября 2023 года в результате авиационного удара со стороны Израиля была разрушена школа Аль-Бурак на улице Лабабиди в квартале Аль-Наср к северу от города Газа, которая использовалась Ближневосточным агентством ООН для помощи палестинским беженцам и организации работ (БАПОР) в качестве убежища. В результате атаки погибло по меньшей мере 50 человек, множество людей получили ранения.

## История
Утром 9 ноября 2023 года израильская ракета упала на школу Аль-Бурак, когда в школе в момент атаки находилось около тысячи человек.

## Потери
Армия обороны Израиля (ЦАХАЛ) официально заявила, что в результате атаки был убит Ахмед Сиам (командир группировки ХАМАС, который «удерживал в заложниках около 1000 жителей Газы в больнице Рантиси»), а также большинство других боевиков группировки ХАМАС.
В результате атаки погибли и получили ранения не менее 50 человек, среди которых также были и дети. По данным министерства здравоохранения Палестины, десятки людей получили ранения.